# Dojetřice (hradiště)
Dojetřice jsou raně středověké hradiště v okrese Benešov ve Středočeském kraji. Nachází se východně od vsi Dojetřice, v jihozápadní části katastrálního území města Sázava. Hradiště bylo osídleno na přelomu osmého a devátého století a jeho pozůstatky jsou chráněny jako kulturní památka.

## Historie
Podle nečetných nálezů keramiky a dalších archeologických artefaktů bylo hradiště osídleno od konce osmého do devátého století. Jeho poloha pravděpodobně souvisela s blízkostí důležitého brodu přes Sázavu a snad i s těžbou vápence v lomu na vrchu Bílý kámen. Na lokalitě neproběhl žádný archeologický výzkum, pouze v roce 1962 bylo zdokumentováno narušení vnitřního valu způsobené lesnickými pracemi.
Místo, kde se hradiště nachází, bývalo zváno pomístními jmény Na Šancích, V Šancích nebo Na Dojetřicku. Na mapách ze začátku 21. století se objevují názvy Nad Vosovkou a mylně Nad Vozovkou.

## Stavební podoba
Staveništěm dvoudílného hradiště se stala ostrožna nad levým břehem Sázavy, která je součástí Benešovské pahorkatiny. Z jižní strany ostrožnu ohraničuje údolí Dojetřického potoka. Převýšení strmých svahů nad hladinou řeky dosahuje 110–130 metrů. Dochované opevnění vymezuje plochu přibližně patnácti (nebo dvanácti) hektarů.
Přístupnou západní stranu chránila přímá hradba, která se dochovala v podobě 295 metrů dlouhého valu. Severní strana předhradí byla dostatečně chráněna strmým svahem, zatímco na méně chráněné jižní straně opevnění chybí. Je tedy možné, že val není pozůstatkem hradby, ale lehčího ohrazení, které mohlo sloužit například ke shromažďování dobytka. Jižní část valu také mohla chránit drobný pramen, který byl zdrojem vody. Podle charakteru reliéfu se mění výška valu. V členitém terénu úboční rokle je jeho vnější výška až 3,5 metru, zatímco na vnitřní straně je převýšení jen asi jeden metr. Val je na čtyřech místech přerušen. Dvě jižní přerušení jsou novodobá, ale jedno ze zbývajících může být původním vstupem do hradiště.
Druhá linie opevnění vymezuje akropoli v závěru ostrožny. Opevnění zde tvořil málo zřetelný příkop (šířka čtyři metry, hloubka asi 0,5 metru) s valem na vnitřní straně. Příkop byl zasypán přirozenou destrukcí hradby. Dochovaný val je až pět metrů vysoký, šířka se pohybuje od osmi do jedenácti metrů. Hradba chránila také závěr ostrožny, jehož terén klesá do údolí Sázavy. Její pozůstatky mají charakter terasy nebo valu, jehož převýšení na vnitřní straně je maximálně jeden metr. Na vnější straně však dosahuje až pěti metrů. Terén akropole je silně poškozen sítí úvozových cest.